# 溫體肉

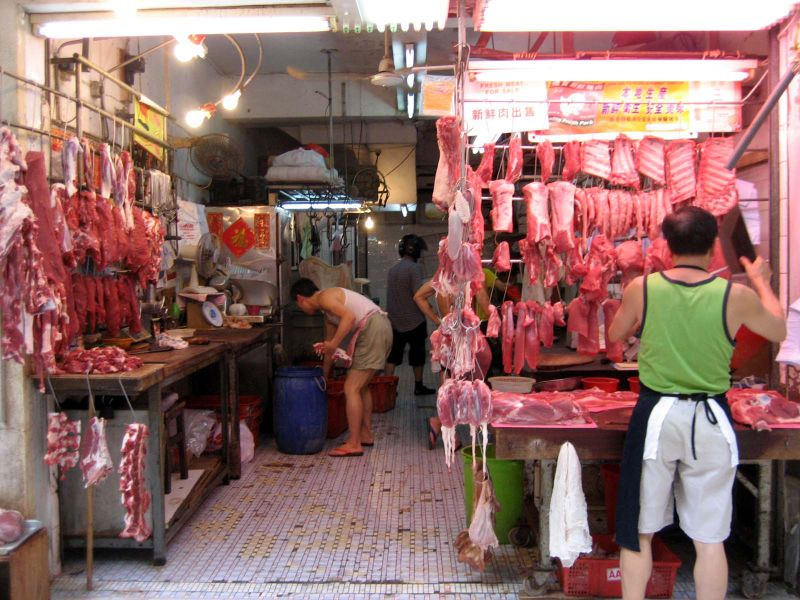
香港街市賣的溫體肉

溫體肉又称热气肉，是未經過冷藏的肉。在市場上販賣的鮮肉依保存方式可分為溫體、冷藏和冷凍肉，溫體肉可再區分為現場屠宰的現宰肉以及事先屠宰但未經冷藏的肉。許多消費者認為溫體肉最新鮮，但實際上溫體肉因為沒有冷藏，細菌最多，是最不安全的。

## 安全
冷藏可以大幅降低細菌孶生；溫體肉因未經冷藏，細菌會快速生長。大多數地方規定動物必須在合法屠宰場屠宰、不能在市場現宰，因此市場上的溫體肉大多在前一天晚上屠宰，隔天賣到消費者手上可能已經超過十小時開始腐爛了。除了未保鮮外，溫體肉攤商放置肉品的方式也容易造成汙染，包括展放肉品的木板有時並非食品用，而是建材，會釋出防腐藥劑污染肉品；且肉攤非密閉、也無人看管，可能接觸到蟑螂、貓、狗、老鼠、蒼蠅等動物。

## 消費行為
臺灣傳統消費者偏好溫體肉，每年吃的800~900萬頭豬中，有七至八成是以溫體肉的形式賣出。
研究指出有90%的臺灣消費者並不在意肉攤是否依照符合動物福利的方式宰殺動物、是否使用符合食品安全的設備、或是否有避免交叉汙染的動線等措施，調查中所有的攤商也都不認為這些變動對生意有幫助。

## 法規現況

### 臺灣
2013年5月，因應禽流感，農委會推動「禁宰活禽」政策，補助新台幣10萬元購置冷藏設備，並開辦冷藏保鮮運售專案研習，鼓勵冷藏保鮮運售。政策施行一個月後雞農和攤商上街抗議，稱配套不足，影響生意。
2016年因為食品安全的考量，農委會、經濟部與衛生福利部曾規畫禁止溫體豬肉。

### 中國大陆
為了防堵豬流感病毒，深圳預計2017年3月全面禁止溫體豬肉。香港鮮肉大聯盟認為此措施實際上是針對私宰豬，不會影響香港的溫體豬肉供應。